# Opasquia Provincial Park
Der Opasquia Provincial Park ist mit einer Fläche von 4730 km² einer der fünf größten Provinzparks in der kanadischen Provinz Ontario. Der Wilderness Park liegt im Westen des Kenora Districts, an der Grenze zur benachbarten Provinz Manitoba. Er wird jedoch aktuell von „Ontario Parks“ als Non-operating Park geführt und es werden daher keine Dienstleistungen bereitgestellt.

## Anlage
Der Park liegt ohne offizielle Verkehrsanbindung im Westen des Bezirks und wird deshalb auch als „Backcountry Park“ bezeichnet. Die nächstgrößere Stadt ist Red Lake, etwa 275 km Luftlinie südlich des Parks.
Südlich des Parks liegt auch der Sandy Lake. Am Sandy Lake liegt unter anderem das Reservat Sandy Lake Indian Reserve 88, in dem 2017 Menschen leben.

## Geschichte
Der Park wurde 1983 zum Provincial Park erklärt. Zuvor war er Jagd- und Siedlungsgebiet verschiedener First Nations, hier hauptsächlich der Sandy Lake First Nation (ein Volk der Oji-Cree).

## Flora und Fauna
Für den Opasquia Provincial Park sind seine zahlreichen kleinen und kleinsten Seen, sowie die Laub- und Nadelwälder prägend. Außerdem wird der Park dadurch gekennzeichnet, dass das Gebiet während der letzten Kaltzeit bis vor etwa 10.000 Jahren von Eis bedeckt war. Diese Gletscher haben die Landschaft geprägt und ihr Abschmelzen wirk noch heute durch die postglaziale Landhebung nach. Durch das Abschmelzen entstand außerdem der heute verschwundene Agassizsee, der aber auch die Landschaft im Park veränderte. Noch heute erhebt sich aus dieser Phase der ein bis zwei Kilometer breite Rücken der „Opasquia-Moräne“ rund 100 Meter über die Umgebung.
Neben den in dieser Landschaft üblicherweise vorkommenden Säugetieren wie Wolf, Schwarzbär, Elch, Weißwedelhirsch und Kanadische Waldkaribu findet sich im Park eine sehr große Population an Vielfraßen.

## Aktivitäten
Da der Park ist zum einen ein „Backcountry Park“ ist und zum anderen durch „Ontario Parks“ nicht gemanagt wird, werden offiziell keine Dienstleistungen und Aktivitäten angeboten. Im Park sind jedoch verschiedene Freizeitaktivitäten, sowie das „Backcountry Camping“ erlaubt.